# Взрывная любовь, юноша А
«Взрывная любовь, юноша А», или «4,6 миллиарда лет любви» (46億年の恋, 46-okunen no koi, lit. «4.6 billion year Love»), — японский фильм режиссёра Такаси, Миикэ. Фильм был снят в 2006 году в Японии. Сценарист фильма Масы Накамуры.

## Сюжет
Джун Ариёси, работающий в гей-баре, убивает клиента, который сексуально домогался до него. По пути в тюрьму, Джун встречает другого молодого мужчину: Кацуки Широ, яркого юношу с любопытными татуировками и взглядом, который мог бы убить.
Широ скоро показывает свою грубую силу и робкого Джуна привлекает это. Джун становится единственным человеком, которому Широ открывает себя, поскольку они принимают друг друга такими, какие они есть.

## В ролях
- Рюхей Мацуда — Ариёси Джун
- Масанобу Андо — Кацуки Сиро